# Добринін Григорій Прокопович
Григорій Прокопович Добринін (нар. 7 лютого 1905, місто Саратов, тепер Російська Федерація — 1977?) — радянський діяч, голова виконавчого комітету Ростовської обласної ради депутатів трудящих. Депутат Верховної ради РРФСР 3—4-го скликань.

## Біографія
З грудня 1920 року служив у Червоній армії.
Член ВКП(б).
Учасник німецько-радянської війни, старший батальйонний комісар.
У червні 1950 — січні 1952 року — голова виконавчого комітету Ростовської обласної ради депутатів трудящих.
У січні 1952 — січні 1954 року — 2-й секретар Ростовського обласного комітету ВКП(б) (КПРС).
У січні 1954 — 1957 року — 2-й секретар Каменського обласного комітету КПРС.
Подальша доля невідома.

## Нагороди
- орден Трудового Червоного Прапора
- орден Червоної Зірки
- медаль «За оборону Москви»
- медаль «За перемогу над Німеччиною у Великій Вітчизняній війні 1941—1945 рр.»
- медалі